# Gia Grigalava
Gia Grigalava (in russo Гиа Григалава?; in georgiano გია გრიგალავა?; Kutaisi, 5 agosto 1989) è un ex calciatore russo naturalizzato georgiano, di ruolo difensore.

## Palmarès

### Club

#### Competizioni nazionali
- Pervyj divizion: 1

Rostov: 2008